# Et de l'amour, de l'amour

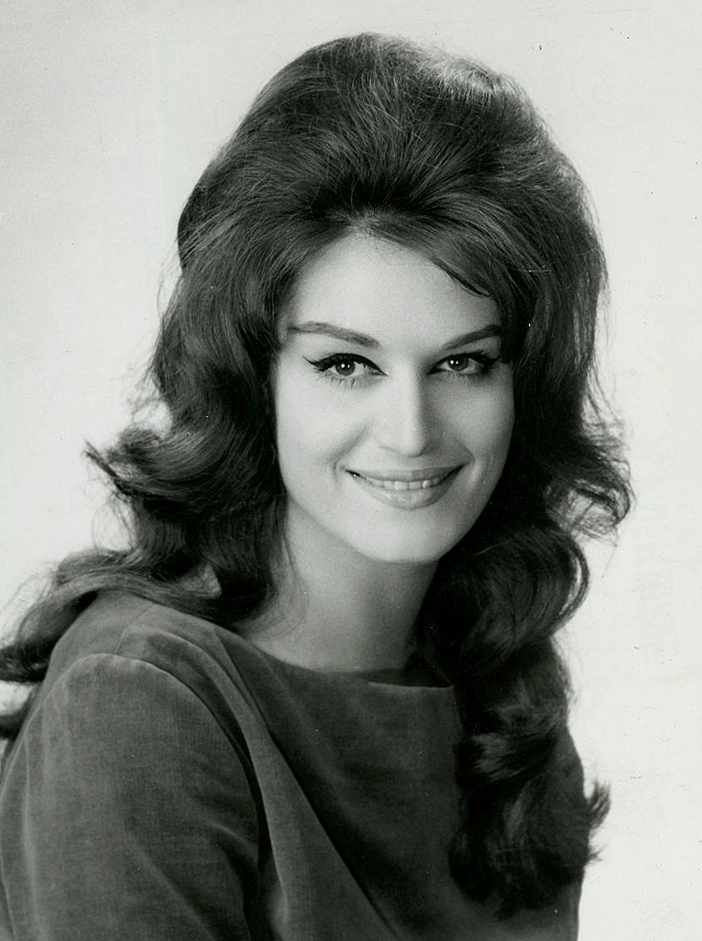
Dalida en 1961.

Et de l'amour, de l'amour est le titre d'une chanson chantée par Dalida et Richard Saint-Germain sortie en 1975. La chanson se classera à la 19e place en France et à la 24e en Wallonie. 